# Columbia Center
Het Columbia Center is een wolkenkrabber in de Amerikaanse stad Seattle in de staat Washington en is het hoogste gebouw van de stad met een hoogte van 285 meter. Het gebouw is in de periode 1982 tot 1985 gebouwd en was bij de opening het hoogste gebouw van het westelijke gedeelte van de Verenigde Staten. In 1989 werd het gebouw echter al overtroffen door het U.S. Bank Tower in Los Angeles.
Het gebouw kent 76 verdiepingen die voornamelijk worden gebruikt als kantoorlocatie. Op de 73e verdieping is een plek vrijgemaakt als uitzichtspunt voor toeristen. Oorspronkelijk zou het gebouw 306 meter hoog worden, maar de Federal Aviation Administration stond deze hoogte niet toe, omdat het gebouw in de nabijheid van het vliegveld Seattle-Tacoma International Airport is gelegen.

## Galerij

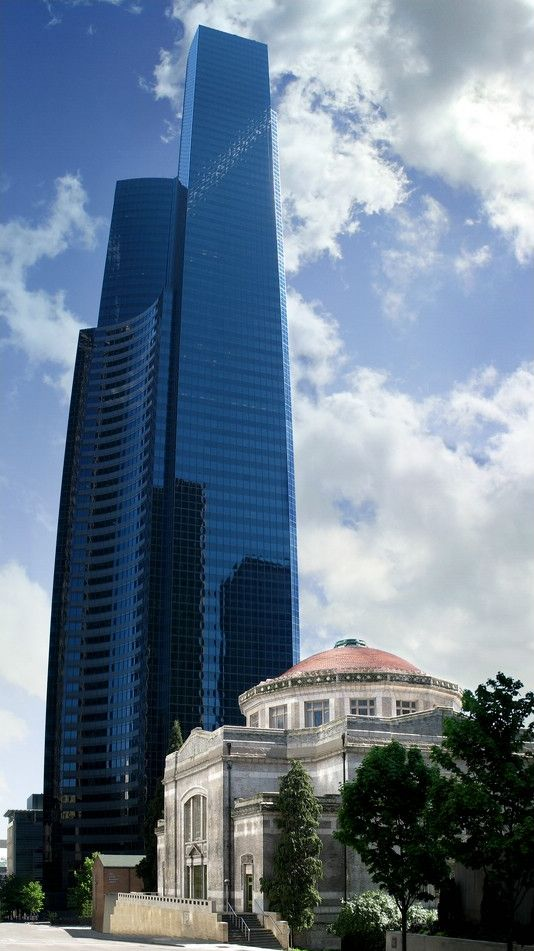
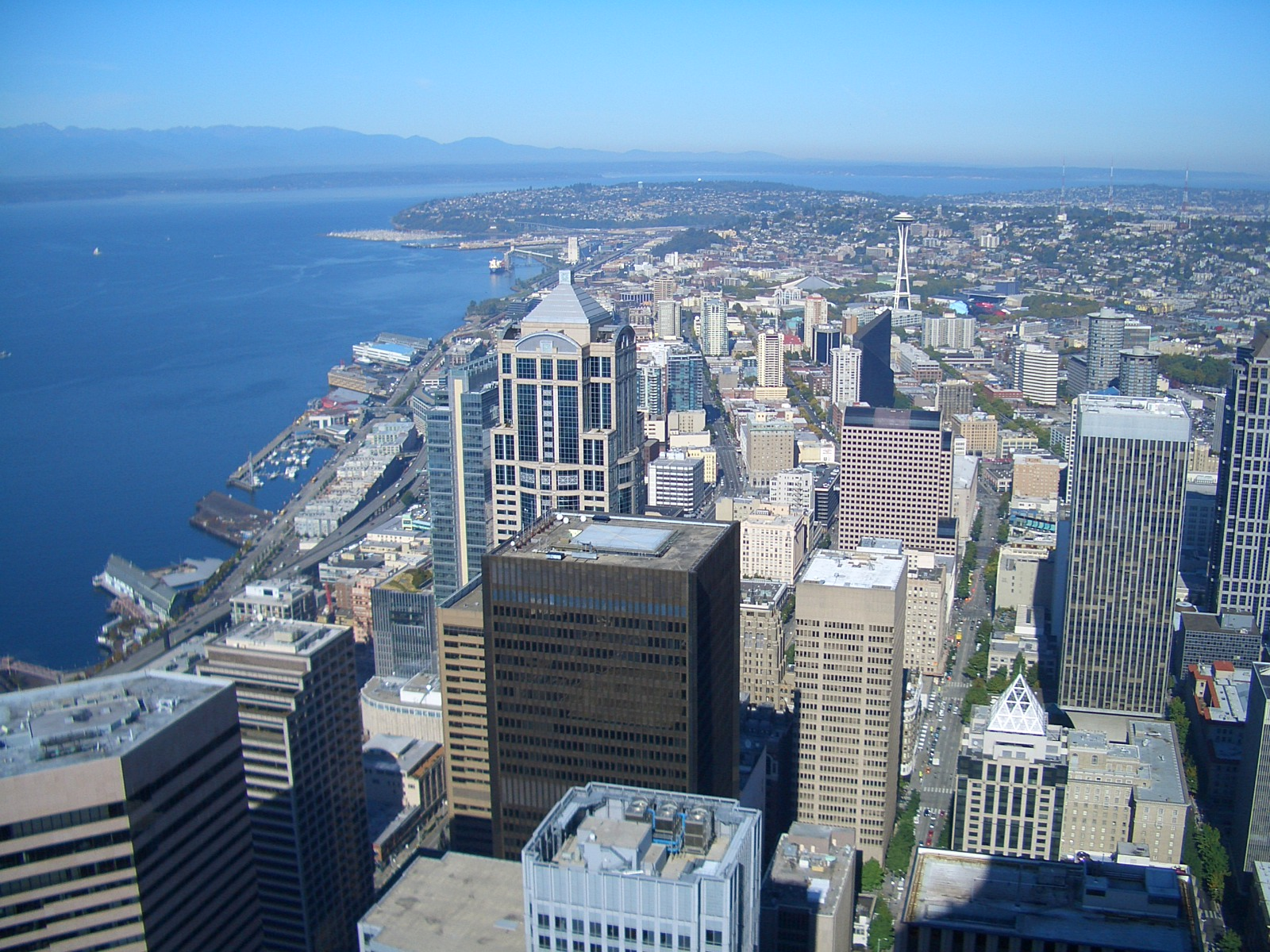
Uitzicht vanaf de Columbia Center
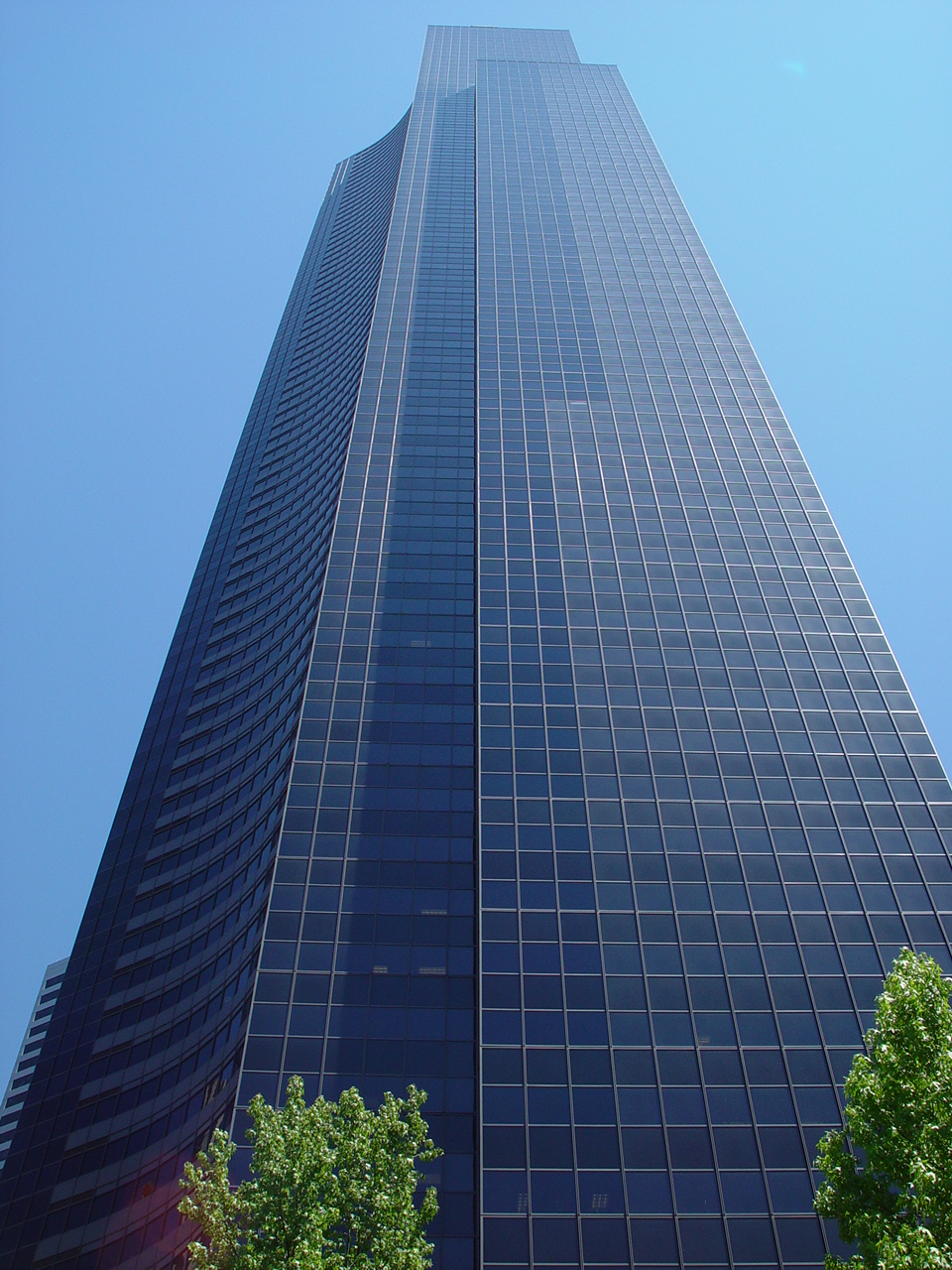
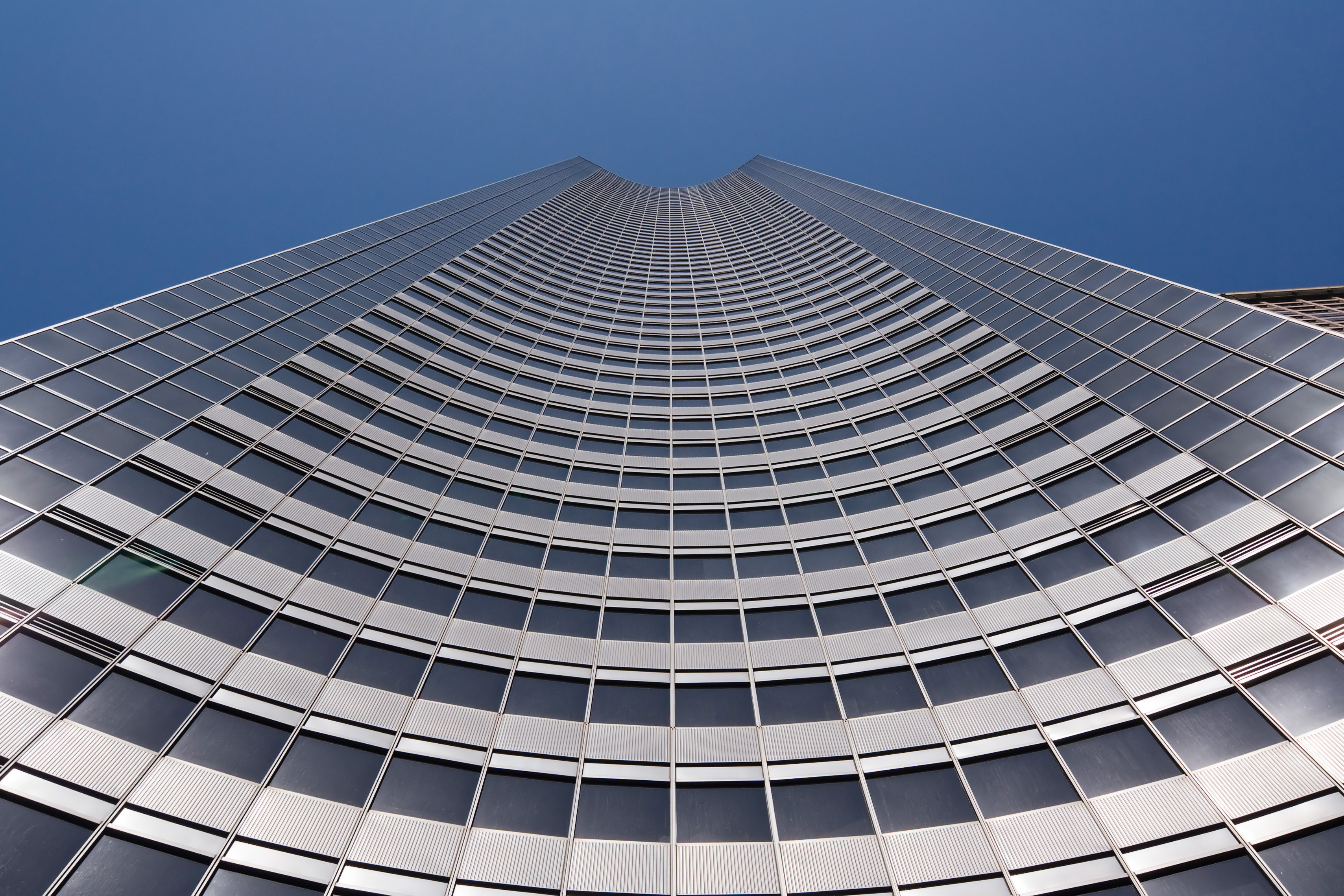